# Инаугурация Вудро Вильсона (1913)
Первая инаугурация Вудро Вильсона в качестве 28-го Президента США состоялась 4 марта 1913 года. Одновременно к присяге был приведён Томас Маршалл как 28-й вице-президент США. Президентскую присягу проводил Председатель Верховного суда США Эдвард Дуглас Уайт, а присягу вице-президента принимал временный президент Сената США Джейкоб Гарольд Галлингер.
В своей инаугурационной речи Вильсон чётко изложил своё видение Соединённых Штатов и их народа как образцовой моральной силы: «Нигде больше в мире благородные мужчины и женщины не проявляли в более ярких формах красоту и энергию сочувствия, помощи и совета в своих усилиях исправить ошибки, облегчить страдания и наставить слабых на путь силы и надежды». 
Примечательно, что в честь инаугурации не проводился инаугурационный бал, так как Вильсон счёл его неподходящими для этого случая и слишком дорогим. Традиция проведения инаугурационных балов была вскоре возрождена в 1949 году в рамках второй инаугурации Гарри Трумэна.

## Галерея

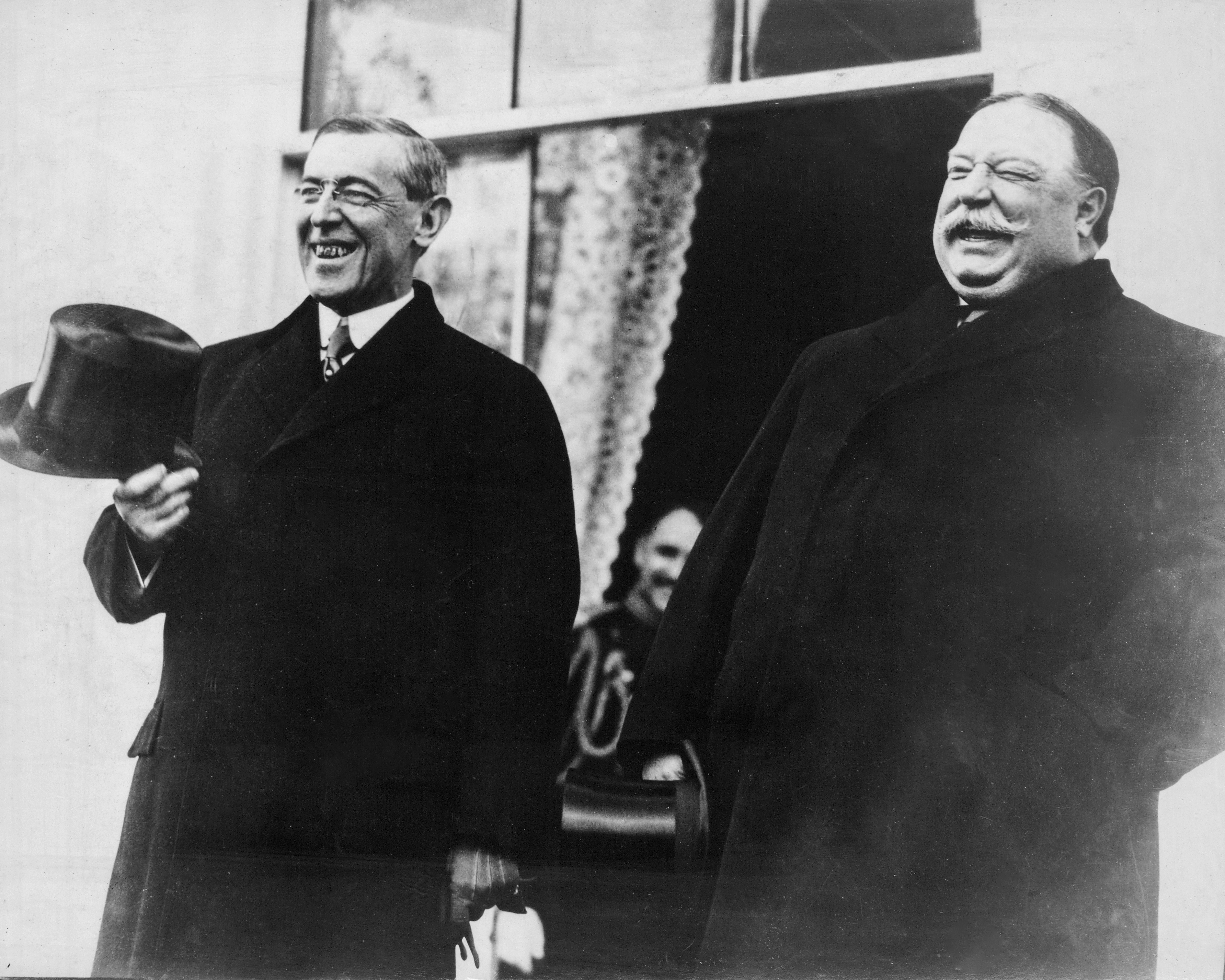
Президенты Вильсон и Тафт на инаугурации
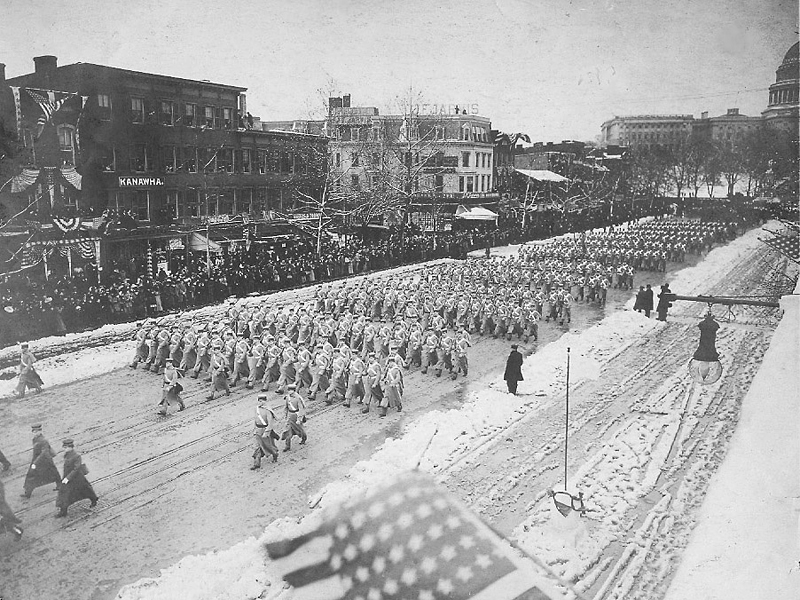
Инаугурационный парад
Вудро Вильсон произносит речь